# Ella es tu padre
Ella es tu padre es una serie de televisión española de comedia creada por David Fernández y David Abajo para Telecinco. Fue producida por La Competencia Producciones y estuvo protagonizada por Carlos Santos, Rubén Cortada y María Castro. Se estrenó en Telecinco el 4 de septiembre de 2017.
Aunque se grabaron 13 capítulos para su primera temporada, Telecinco anunció en octubre de 2017, el 21 de octubre de 2017 la serie fue retirada de la programación después de solo siete capítulos por su baja audiencia. El 28 de diciembre, Telecinco emitió dos capítulos más de la serie, con intención de terminar de emitir los episodios ya grabados; sin embargo, fue retirada de nuevo por los bajos resultados de audiencia, dejando en el aire la emisión de los cuatro episodios de la temporada restantes. El 11 de agosto de 2018, la serie se reestrenó en FDF desde el primer episodio, incluidos los cuatro capítulos restantes, concluyendo su emisión el 16 de septiembre de 2018.

## Argumento
La serie narraba las aventuras de Sergio (Carlos Santos) y Tomy (Rubén Cortada), dos hermanos que años atrás triunfaron con Los TomyRockers un grupo de pop-rock, junto a sus amigos Vini (Andoni Agirregomezkorta) y Yago (Aníbal Gómez), pero que ahora que no pasan por su mejor momento: se han hecho mayores, ya no son tan conocidos y apenas tienen giras. Por si fuera poco, Sara (Lorena López), la mujer de Sergio ha decidido separarse de él y no puede ver a sus hijos debido a su conducta irresponsable, además ella se muestra cada vez más cercana a su jefe Juan Carlos (Félix Gómez), mientras Tomy ve cómo en su vida reaparece su exnovia Nata (Belén Cuesta), la interesada representante del grupo.
Pero Sergio encontró una peculiar manera de pasar tiempo con sus hijos y acercarse a su mujer: con la ayuda de las habilidades de maquillaje de Cloe (Alejandra Onieva) se hace pasar por Avelina, una entrañable señora, que logra el puesto de profesora de música en el colegio en el que estudian sus hijos y que dirige Carmen (María Castro). El reto sin embargo será mucho más difícil de lo que pensaba, ya que nunca ha tenido ni jefes, ni compañeros, ni horarios fijos de trabajo. Además tendrá que ganarse la confianza de los alumnos, que no se parecen en nada al público entregado que le jaleaba en los conciertos.
A su vez, Tomy encuentra en su hermano la inspiración para crear un musical y volver a obtener el éxito que obtuvieron juntos años atrás. Además, su personaje formará una trama con Carmen y gracias a esta unión ella comenzará a ver la vida de otra manera.

## Reparto

### Reparto principal
- Carlos Santos - Sergio Roales / Avelina
- Rubén Cortada - Pedro José 'Tomy' Roales
- María Castro - Carmen Weiler
- Félix Gómez - Juan Carlos de la Serna
- Belén Cuesta - Natalia
- Lorena López - Sara Martín
- Andoni Agirregomezkorta - Vini
- Aníbal Gómez - Yago
- Alejandra Onieva - Cloe

#### Con la colaboración especial de
- Alaska - Ella misma (Episodio 1; Episodio 3; Episodio 6)
- Mario Vaquerizo - Él mismo (Episodio 1; Episodio 3; Episodio 6)

### Reparto secundario
- Álvaro Balas - Gael Roales Martín
- Luna Fulgencio - Nora Roales Martín
- Sara Belmonte - María De La Serna (Episodio 5; Episodio 8 - Episodio 9; Episodio 12)

### Reparto episódico
- Elena Montes - Fiesta (Episodio 4)
- Ales Furundarena - Juez (Episodio 1)
- Jorge Suquet - Javier (Episodio 1 - Episodio 2; Episodio 9 - Episodio 11; Episodio 13)
- Richard Collins Moore - Epi (Episodio 1 - Episodio 3; Episodio 5 - Episodio 8; Episodio 10; Episodio 13)
- Ella Jazz - Alicia (Episodio 1 - Episodio 3;  Episodio 7; Episodio 11 - Episodio 12)
- Anna Bertrán - Marta (Episodio 1 - Episodio 3; Episodio 6 - Episodio 7; Episodio 9; Episodio 13)
- Paloma López - María (Episodio 2)
- Marta San Juan - Conchita (Episodio 3)
- Florin Opritescu - Arnesio (Episodio 3)
- Raquel Aragón - Luz (Episodio 3)
- Sergio Mur - Damián Jiménez Traver (Episodio 4)
- Carolina África - Margot (Episodio 4)
- Manuel Gancedo - Raúl (Episodio 5)
- Álvaro Pérez - Actor porno (Episodio 6)
- Margarita Lascoiti - Genoveva Weller (Episodio 7 - Episodio 8; Episodio 13)
- Mamen García - Avelina (Episodio 9)
- Ismael Martínez - Dany Boy (Episodio 11)
- Jacobo Muñoz - Camilo (Episodio 12)

#### Con la colaboración especial de
- Soraya Arnelas - Ella misma (Episodio 3)
- Matías Roure - Coleccionista de vinilos (Episodio 4)
- Brays Efe - Presentador de 'Corazonadas' (Episodio 8)

## Episodios
| Emitidos en Telecinco |                                |                        | |                          |                   |
| 1                     | «Just like a woman»            | César Rodríguez Blanco | David Fernández y David Abajo | 4 de septiembre de 2017  | 2 404 000 (16,6%) |
| 2                     | «Rock ‘n’ roll para no dormir» | Mario Montero          | David Fernández, David Abajo, Roberto Serrano, Oier Barasoain, Benjamín Herranz, Sonia Pastor, Juan Ramón Ruíz de Somanía, José Pérez y Marina Pérez | 11 de septiembre de 2017 | 2 188 000 (14,3%) |
| 3                     | «Lo bonito de ser mujer»       | Mar Olid               | David Fernández, David Abajo, Oier Barasoain, Benjamín Herranz, Luis Fabra, Iñigo Lezertúa, José Pérez y Marina Pérez                                | 18 de septiembre de 2017 | 2 076 000 (14,4%) |
| 4                     | «Yo, mi, me, conmigo»          | César Rodríguez Blanco | David Fernández, David Abajo, Oier Barasoain, Benjamin Herranz, Roberto Serrano, Montaña Marchena, Sergio V. Santesteban, José Pérez y Marina Pérez  | 25 de septiembre de 2017 | 1 761 000 (12,6%) |
| 5                     | «La santa desgracia»           | Mario Montero          | David Fernández, David Abajo, Oier Barasoain, Benjamín Herranz, Roberto Serrano, Sonia Pastor, Juan Ramón Ruíz de Somanía, José Pérez y Marina Pérez | 3 de octubre de 2017     | 1 661 000 (10,3%) |
| 6                     | «Días mejores, días peores»    | Mar Olid               | David Fernández, David Abajo, Oier Barasoain, Benjamín Herranz, Luis Fabra, Iñigo Lezertúa, Montaña Marchena, José Pérez y Sergio V. Santesteban     | 10 de octubre de 2017    | 1 386 000 (9,4%)  |
| 7                     | «Nanny's revolution»           | Jacobo Martos          | David Fernández, David Abajo, Oier Barasoain, Benjamín Herranz, Luis Fabra, Iñigo Lezertúa, Juan Ramón Ruíz de Somanía, José Pérez y Sonia Pastor    | 17 de octubre de 2017    | 1 360 000 (8,9%)  |
| 8                     | «En dique seco»                | Mario Montero          | David Fernández, David Abajo, Oier Barasoain, José Pérez, Montaña Marchena y Sergio Vicente                                                          | 28 de diciembre de 2017  | 1 070 000 (6,5%)  |
| 9                     | «La polarización del género»   | Mar Olid               | David Fernández, David Abajo, Oier Barasoain y José Pérez                                                                                            | 28 de diciembre de 2017  | 783 000 (7,8%)    |
| Emitidos en FDF       |                                |                        | |                          |                   |
| 10                    | «Acelera, acelera»             | Jacobo Martos          | David Fernández, David Abajo, Oier Barasoain, José Pérez y Marina Pérez                                                                              | 8 de septiembre de 2018  | 191 000 (1,7%)    |
| 11                    | «Con el pito pa' dentro»       | Mar Olid               | David Fernández, David Abajo, Oier Barasoain y Marina Pérez                                                                                          | 9 de septiembre de 2018  | 178 000 (1,4%)    |
| 12                    | «Los martes no existen»        | Mario Montero          | David Fernández, David Abajo, Oier Barasoain, Marina Pérez y José Pérez                                                                              | 15 de septiembre de 2018 | 183 000 (1,6%)    |
| 13                    | «Mundos para lelos»            | Mario Montero          | David Fernández, David Abajo, Oier Barasoain, Marina Pérez, Iñigo Lezertúa y José Pérez                                                              | 16 de septiembre de 2018 | 260 000 (2,1%)    |

### Esperando a Avelina
| Programas emitidos | Programas emitidos | Programas emitidos | Programas emitidos | Programas emitidos |
| N.º                | Fecha de emisión   | Espectadores       | Cuota de pantalla  |                    |
| ------------------ | ------------------ | ------------------ | ------------------ | ------------------ |
| 1                  | 04/09/2017         | 1 026 000          | 6,7%               |                    |
| 2                  | 11/09/2017         | 1 188 000          | 7,5%               |                    |

## Crítica
Tras el primer episodio, las críticas fueron mixtas. En general, los críticos alaban la actuación del protagonista, Carlos Santos y critican la excesiva duración de los episodios (70 minutos). En Twitter hubo división de opiniones con gente posicionándose a favor y en contra. En la página web vertele.com aparecieron dos críticas: una positiva que "logra su objetivo de entretener al espectador" y otra más negativa que la considera "un paso atrás" en la ficción televisiva española.